# Johannes Friedrich Ludwig Schröder

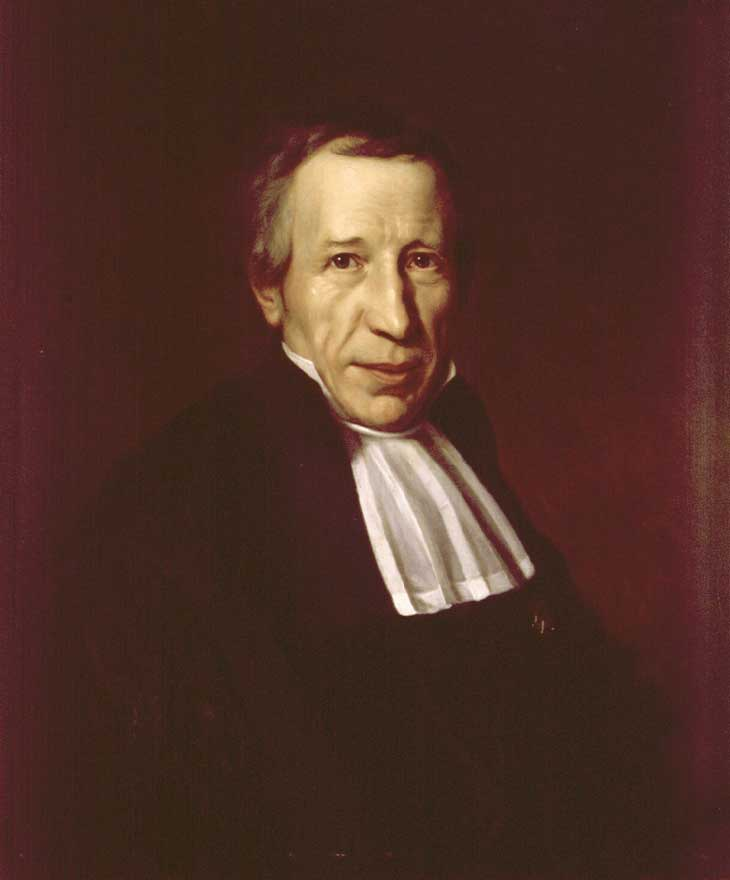
Johannes Friedrich Ludwig Schröder

Johannes Friedrich Ludwig Schröder (auch: Johannes Frederik Lodewijk Schröder; * 30. Oktober 1774 in Dornberg; † 20. März 1845 in Utrecht) war ein deutscher lutherischer Theologe und Mathematiker. 

## Leben
Der Sohn des Johann Ludwig Schröder und der Margaretha Elisabeth Graf erfuhr als Dreizehnjähriger seine erste Ausbildung in Amsterdam, wo sein Bruder als Lehrer tätig war. Hier besuchte er ab 1788 die Lateinschule und von Januar 1790 bis September 1793 das Athenaeum Illustre Amsterdam. Am Athenaeum erhielt er eine theologische Ausbildung und wurde philologisch unter anderem von Daniel Wyttenbach angeleitet. Nachdem er am remonstrantischen Seminar in Amsterdam weitere Bildung erhalten hatte, zog er im September 1795 an die Universität Halle. Hier besuchte er unter anderem die theologischen Vorlesungen von Georg Christian Knapp und August Hermann Niemeyer, sowie die Vorlesungen an der philosophischen Fakultät bei Friedrich August Wolf, Johann Heinrich Tieftrunk und Ludwig Heinrich von Jakob. 
In Halle wurde er mit den philosophischen rationalistischen Grundgedanken von Immanuel Kant vertraut gemacht, welche seine ganze Lebenszeit prägten. 1778 kehrte er nach Amsterdam zurück und wurde dort Hilfspfarrer der Lutherischen Gemeinde. Am 23. März 1803 wurde er Studiendirektor der Kadetten der Fregatte Euridice in Hellevoetsluis und erhielt zudem den Titel eines Kapitäns zur See. 1806 ging er ans Institut in Feijenoord, und 1809 wechselte er als Direktor nach Enkhuizen. In der Zeit Napoleons wurde er 1810 von seinen Aufgaben entbunden. Danach war er amtslos in Amsterdam und Maarssen tätig. Am 16. Oktober 1815 wurde er zum Professor der Mathematik an die Universität Utrecht berufen. 
Nachdem er am 10. Januar 1816 den akademischen Grad eines Doktors der philosophischen Naturwissenschaften erhalten hatte, trat er am 25. Januar 1816 mit der Rede Oratio de majoribus corporum coelestium permutationibus, quatenus ex iis progressum naturae in his corporibus formandis suspicari licet seine ihm übertragene Professur an. Seine Vorlesungen umfassten auch Logik, Metaphysik und philosophische Ethik. Schröder beteiligte sich zudem an den organisatorischen Aufgaben der Utrechter Hochschule und war 1823/24 Rektor der Alma Mater. Am 1. Januar 1845 wurde er emeritiert und verstarb nur einige Monate später. Schröder war seit 1805 Mitglied der Batavischen Gesellschaft für experimentelle Philosophie in Haarlem und seit 14. Mai 1813 Mitglied des Königlichen Instituts für Wissenschaften in Amsterdam.

## Familie
Am 29. April 1809 hatte er in Amsterdam Margaretha Antonia Heemskerk (* 1. Dezember 1786 in Amsterdam; † 29. November 1852 in Utrecht), die Tochter des Jan Heemskerk (get. 1. August 1735 in Rotterdam; † 9. März 1799 in Amsterdam) und dessen Frau Geertruid Bijsterus (get. 18. Februar 1746 in Amsterdam; † 18. November 1828 ebenda), geheiratet. Aus der Ehe gingen zahlreiche Kinder hervor. Von diesen kennt man:
- Geertruid Elisabeth Schröder (* 2. August 1810 in Enkhuizen; † 12. Februar 1853 in Utrecht) verh. 15. Mai 1835 in Utrecht mit Prof. Jacobus Ludovicus Conradus Schroeder van der Kolk
- Johanna Frederika L. Schröder (* um 1812 in Utrecht; † 20. Januar 1863 in Utrecht)
- Jan Schröder (* 14. Juni 1814 in Amsterdam) verh. 21. Oktober 1843 in Groningen mit Wijna Johanna Ramaer (* 14. Juli 1819 in ’s-Hertogenbosch), Tochter von Oberst Pieter Anthonius Ramaer und Maria Wijna Walkart
- Gottfried Dietrich Schröder (* März 1817 in Utrecht, † 4. Januar 1818 in Utrecht)
- Sophia Christiana Gerhardina Schröder (* 7. November 1818 in Utrecht; † 8. November 1818 ebenda)
- Gottfried Dietrich Schröder (* 28. Dezember 1819 in Utrecht; † 28. Februar 1820 in Utrecht)
- N.N. Schröder (* ?; † 1. November 1821 in Utrecht)

## Werke
- Over de Ruimte. In: P. v. Hemert: Magazijn vor critische Wijsbegeerte. Amsterdam 1799, Teil 2, S. 275
- Proeve om de werking der uitbreidende en aantrekkende kracht door de zwaartekracht en door den vorm der ligchamen aan te toonen. (I) In: P. v. Hemert: Magazijn voor Critische Wijsbegeerte. Amsterdam 1799, Teil 3, S. 102
- Proeve om de werking der uitbreidende en aantrekkende kracht door de zwaartekracht en door den vorm der ligchamen aan te toonen. (II) In: P. v. Hemert: Magazijn voor Critische Wijsbegeerte. Amsterdam 1799, Teil 4, S. 108
- Over de grootte van het Heelal. 1802
- Verhandeling over de uitgestrektheid der wereld en de orde der heliigchamen. In: Naturk. Verhh. Van de Bat. Maatschappij der Wetenschappen, te Haarlem. Haarlem, 1803, Teil 2, S. 1
- Redevoring over het gevoel van het verhevene. Vaderl. Letteroeff. 1810, Mengelw. S. 129
- Redevoring over de menigte van vaste sterren aan den hemel geplaatst, en de besluiten, welke wij hieruit kunnen trekken opzigtelijk de uitgestrektheid van het heelal. Vaderl. Letteroeff.  1810, Mengelw. S. 213
- Redevoring over de redekunstige voorschriften van Cicwero, getoetst aan die der zedewet en bijzonderlijk aan het gebod der waarheidsliefde. In: Werken der Holl. Maatschappij van fraaije Kunsten en Wetenschappen. 1816, Teil 3, S. 475
- Oratio de majoribus corporum coelestium permutationibus. 1816
- Oratio (inauguralis) de majoribus corporum coelestium permutationibus, quatenus ex iis progressum naturae in his corporibus formandis suspicari licet. In: Supplem. Annall. Acad. Rheno-Traj. A. 1815-1816
- Disputatio, qua Socratis sentential de physicae disciplinae studio exponitur. In: Commentt. Lat. Tertiae Classis Instituti Regii Belgici. Amsterdam 1818
- Oratio de nostra cognitone animi comparata cum cognitione rerum corporearum. In: Annall. Acad. Rheno-Traj. A. 1823-1824
- Over den aard der Zielkunde en de werking der terugroepende verbeeldingskracht. Zaltbommel 1829
- Elementa Mathesos purae. Pars. I, s. Prolegomena de mathesos ratione, partibus atque methodo, quibus addita sunt praecepta nonnulla logica, in usum eorum, qui mathesos stadium cum logices et literarum humaniorum studio conjungunt. Utrecht 1831 bis 1834, 2. Bde.
- De menschelijke kennis eene teekenskunde. In: J. P. Sprenger van Eijk: De Fakkel. 1834, 10. Jg., S. 134
- Verhandlingen over de prikkelbaarheid. In: Verslag van de tiende Openb. Verg. Der eerste Klasse van het Kon. Ned. Inst. Van Wetensch., Lett. En sch. Kunsten., geh. den 1. September 1835
- Verhandlingen over de meetkundige bepalingen. Amsterdam 1835, 1841
- Bijdrage tot de beschouwing van de waarheid der menschelijke kennis. 1832-1833 In: Verh. in de hedend. Talen, van de derde Kl. Van het Kon. Ned. Inst. Amsterdam 1836, Teil 5
- Berigten en Verhandlingen over de Zeevaartkunde. Amsterdam 1837, 1840
- Nieuwe volgorde der Berigten en Verhandlingen over de Zeevaartkunde. Amsterdam 1840